# Локман (Флорида)
Локман (енгл. Loughman) насељено је место без административног статуса у америчкој савезној држави Флорида.

## Демографија
По попису из 2010. године број становника је 2.680, што је 1.295 (93,5%) становника више него 2000. године.
| Група             | 2000.         | 2010.         |
| Белци             | 1.041 (75,2%) | 1.586 (59,2%) |
| Афроамериканци    | 182 (13,1%)   | 259 (9,7%)    |
| Азијати           | 7 (0,5%)      | 66 (2,5%)     |
| Хиспаноамериканци | 145 (10,5%)   | 733 (27,4%)   |
| Укупно            | 1.385         | 2.680         |